# Vaux-sur-Aure
Vaux-sur-Aure és un municipi francès situat al departament de Calvados i a la regió de Normandia. L'any 2007 tenia 311 habitants.

## Demografia

### Població
El 2007 la població de fet de Vaux-sur-Aure era de 311 persones. Hi havia 120 famílies de les quals 27 eren unipersonals (8 homes vivint sols i 19 dones vivint soles), 54 parelles sense fills i 39 parelles amb fills.
La població ha evolucionat segons el següent gràfic:
Habitants censats

### Habitatges
El 2007 hi havia 137 habitatges, 126 eren l'habitatge principal de la família, 8 eren segones residències i 3 estaven desocupats. 125 eren cases i 9 eren apartaments. Dels 126 habitatges principals, 98 estaven ocupats pels seus propietaris, 27 estaven llogats i ocupats pels llogaters i 1 estava cedit a títol gratuït; 4 tenien una cambra, 4 en tenien dues, 24 en tenien tres, 22 en tenien quatre i 72 en tenien cinc o més. 108 habitatges disposaven pel capbaix d'una plaça de pàrquing. A 49 habitatges hi havia un automòbil i a 74 n'hi havia dos o més.

### Piràmide de població
La piràmide de població per edats i sexe el 2009 era:
| Homes | Edats   | Dones |
| ----- | ------- | ----- |
| 0     | 95 o +  | 0     |
| 0     | 90 a 94 | 0     |
| 0     | 85 a 89 | 0     |
| 0     | 80 a 84 | 0     |
| 0     | 75 a 79 | 0     |
| 4     | 70 a 74 | 4     |
| 4     | 65 a 69 | 8     |
| 24    | 60 a 64 | 8     |
| 4     | 55 a 59 | 16    |
| 8     | 50 a 54 | 16    |
| 8     | 45 a 49 | 8     |
| 24    | 40 a 44 | 8     |
| 24    | 35 a 39 | 32    |
| 8     | 30 a 34 | 8     |
| 8     | 25 a 29 | 8     |
| 4     | 20 a 24 | 4     |
| 8     | 15 a 19 | 4     |
| 28    | 10 a 14 | 24    |
| 16    | 5 a 9   | 12    |
| 8     | 0 a 4   | 12    |

## Economia
El 2007 la població en edat de treballar era de 207 persones, 153 eren actives i 54 eren inactives. De les 153 persones actives 137 estaven ocupades (69 homes i 68 dones) i 17 estaven aturades (11 homes i 6 dones). De les 54 persones inactives 29 estaven jubilades, 19 estaven estudiant i 6 estaven classificades com a «altres inactius».

### Ingressos
El 2009 a Vaux-sur-Aure hi havia 130 unitats fiscals que integraven 330 persones, la mediana anual d'ingressos fiscals per persona era de 18.153 €.

### Activitats econòmiques
Dels 13 establiments que hi havia el 2007, 1 era d'una empresa de fabricació d'altres productes industrials, 3 d'empreses de comerç i reparació d'automòbils, 2 d'empreses d'hostatgeria i restauració, 1 d'una empresa financera, 1 d'una empresa immobiliària, 4 d'empreses de serveis i 1 d'una empresa classificada com a «altres activitats de serveis».
L'únic servei als particulars que hi havia el 2009 era un taller de reparació d'automòbils i de material agrícola.
L'any 2000 a Vaux-sur-Aure hi havia 14 explotacions agrícoles que ocupaven un total de 712 hectàrees.

## Poblacions més properes
El següent diagrama mostra les poblacions més properes.